# Shūka Shō
 (signalé en mai 2025).
Si vous disposez d'ouvrages ou d'articles de référence ou si vous connaissez des sites web de qualité traitant du thème abordé ici, merci de compléter l'article en donnant les références utiles à sa vérifiabilité et en les liant à la section « Notes et références ».
- Archive Wikiwix
- Bing
- Cairn
- DuckDuckGo
- E. Universalis
- Gallica
- Google
- G. Books
- G. News
- G. Scholar
- Persée
- Qwant
- (zh) Baidu
- (ru) Yandex
- (wd) trouver des œuvres sur Wikidata

Groupe 1
Le shūka shō (秋華賞) est une course hippique de plat se déroulant en octobre sur l'hippodrome de Kyoto, au Japon.
Créée en 1996, c'est une course de Groupe 1 réservée aux pouliches de 3 ans. Elle se dispute sur la distance de 2 000 mètres. Le shūka shō réunit les meilleures pouliches de 3 ans japonaises. C'est la troisième et dernière manche de la Triple Couronne des pouliches (ou "Triple Tiare"), après le Oka Shō (équivalent des 1000 Guinées) et le Yūshun Himba (équivalent des Oaks). L'allocation s'élève à 238 600 000 yens. Le record de l'épreuve appartient à Mikki Queen, avec un chrono de 1'56"900 en 2015. 
Avant la création du shūka shō, c'est la Queen Elizabeth II Cup qui faisait office de troisième volet de la Triple Couronne des pouliches, que sept pouliches sont parvenus à boucler : 
- 1986 – Mejiro l'Amone (Mogami)
- 2003 – Still in Love (Sunday Silence)
- 2010 – Apapane (King Kamehameha)
- 2012 – Gentildonna (Deep Impact)
- 2018 – Almond Eye (Lord Kanaloa)
- 2020 – Daring Tact (Epiphaneia)
- 2023 – Liberty Island (Duramente)

## Palmarès
| Année | Vainqueur          | Père            | Jockey             | Entraîneur           | Propriétaire                  | Deuxième          | Troisième          | Temps    |
| ----- | ------------------ | --------------- | ------------------ | -------------------- | ----------------------------- | ----------------- | ------------------ | -------- |
| 2024  | Cervinia           | Harbinger       | Christophe Lemaire | Tetsuya Kimura       | Sunday Racing Co. Ltd         | Bond Girl         | Stellenbosch       | 1'57''10 |
| 2023  | Liberty Island     | Duramente       | Yuga Kawada        | Mitsumasa Nakauchida | Sunday Racing                 | Masked Diva       | Harper             | 2'01"10  |
| 2022  | Stunning Rose      | King Kamehameha | Ryusei Sakai       | Tomokazu Takano      | Sunday Racing                 | Namur             | Stars On Earth     | 1'58"60  |
| 2021  | Akaitorino Musume  | Deep Impact     | Keita Tosaki       | Sakae Kunieda        | Kaneko Makoto Holdings        | Fine Rouge        | Andvaranaut        | 2'01"20  |
| 2020  | Daring Tact        | Epiphaneia      | Kohei Matsuyama    | Haruki Sugiyama      | Normandy Thoroughbred Racing  | Magic Castle      | Soft Fruit         | 2'00"60  |
| 2019  | Chrono Genesis     | Bago            | Yuichi Kitamura    | Takashi Saito        | Sunday Racing                 | Curren Bouquetdor | Shigeru Pink Dia   | 1'59"90  |
| 2018  | Almond Eye         | Lord Kanaloa    | Christophe Lemaire | Sakae Kunieda        | Silk Racing                   | Mikki Charm       | Cantabile          | 1'58"50  |
| 2017  | Deirdre            | Harbinger       | Christophe Lemaire | Mitsuru Hashida      | Toji Morita                   | Lys Gracieux      | Mozu Katchan       | 2'00"20  |
| 2016  | Vivlos             | Deep Impact     | Yuichi Fukunaga    | Yasuo Tomomichi      | Kazuhiro Sasaki               | Pearl Code        | Kaiserball         | 1'58"60  |
| 2015  | Mikki Queen        | Deep Impact     | Suguru Hamanaka    | Yasutoshi Ikee       | Mizuki Noda                   | Queen's Ring      | Maximum de Paris   | 1'56"90  |
| 2014  | Shonan Pandora     | Deep Impact     | Suguru Hamanaka    | Tomokazu Takano      | Tetsuhide Kunimoto            | Nuovo Record      | Tagano Etoile      | 1'57"00  |
| 2013  | Meisho Mambo       | Suzuka Mambo    | Koshiro Take       | Akihiro Iida         | Yoshio Matsumoto              | Smart Layer       | Lilas Corsage      | 1'58"60  |
| 2012  | Gentildonna        | Deep Impact     | Yasunari Iwata     | Sei Ishizaka         | Sunday Racing                 | Verxina           | Aromatico          | 2'00"40  |
| 2011  | Aventura           | Jungle Pocket   | Yasunari Iwata     | Katsuhiko Sumii      | U Carrot Farm                 | Kyowa Jeanne      | Whale Capture      | 1'58"20  |
| 2010  | Apapane            | King Kamehameha | Masayoshi Ebina    | Sakae Kunieda        | Kaneko Makoto Holdings        | Animate Bio       | Apricot Fizz       | 1'58"40  |
| 2009  | Red Desire         | Manhattan Cafe  | Hirofumi Shii      | Mikio Matsunaga      | Tokyo Horse Racing Co., Ltd.  | Broad Street      | Buena Vista        | 1'58"20  |
| 2008  | Black Emblem       | War Emblem      | Yasunari Iwata     | Shigeyuki Kojima     | Kunio Tahara                  | Mood Indigo       | Provinage          | 1'58"40  |
| 2007  | Daiwa Scarlet      | Agnes Tachyon   | Katsumi Ando       | Kunihide Matsuda     | Keizo Oshiro                  | Rain Dance        | Vodka              | 1'59"10  |
| 2006  | Kawakami Princess  | King Halo       | Masaru Honda       | Katsuichi Nishiura   | Mitsuishi Kawakami Bokujo     | Asahi Rising      | Fusaichi Pandora   | 1'58"20  |
| 2005  | Air Messiah        | Sunday Silence  | Yutaka Take        | Yuji Ito             | Lucky Field Co.,Ltd.          | Rhein Kraft       | Nishino Nurse Call | 1'59"20  |
| 2004  | Sweep Tosho        | End Sweep       | Kenichi Ikezoe     | Akio Tsurudome       | Tosho Sangyo                  | Yamanin Sucre     | Winglet            | 1'58"40  |
| 2003  | Still in Love      | Sunday Silence  | Hideaki Miyuki     | Shoichi Matsumoto    | North Hills Management Co Ltd | Admire Groove     | Yamakatsu Lily     | 1'59"10  |
| 2002  | Fine Motion        | Danehill        | Yutaka Take        | Yuji Ito             | Tatsuo Fushikida              | Sakura Victoria   | Serious Bio        | 1'58"10  |
| 2001  | T M Ocean          | Dancing Brave   | Masaru Honda       | Katsuichi Nishiura   | Masatsugu Takezono            | Rosebud           | Lady Pastel        | 1'58"50  |
| 2000  | Tico Tico Tac      | Soccer Boy      | Koshiro Take       | Masahiro Matsuda     | Bamboo Bokujo                 | Yamakatsu Suzuran | Towa Treasure      | 1'59"90  |
| 1999  | Buzen Candle       | Mogami          | Yasuhiko Yasuda    | Hiroyoshi Matsuda    | Ueda Bokujo                   | Clockwork         | Hishi Pinnacle     | 1'59"30  |
| 1998  | Phalaenopsis       | Brian's Time    | Yutaka Take        | Mitsumasa Hamada     | North Hills Management Co Ltd | Narita Luna Park  | Air Deja Vu        | 2'02"40  |
| 1997  | Mejiro Dober       | Mejiro Ryan     | Yutaka Yoshida     | Yokichi Okubo        | Mejiro Shoji                  | Kyoei March       | Eishin Kachita     | 2'00"10  |
| 1996  | Fabulous la Fouine | Fabulous Dancer | Mikio Mastunaga    | Hiroyuki Nagahama    | Kazuko Yoshida                | Erimo Chic        | Rose Colour        | 1'58"10  |